# Plagiochilion pachycephalum
Plagiochilion pachycephalum là một loài rêu tản trong họ Plagiochilaceae. Loài này được (De Not.) Inoue miêu tả khoa học lần đầu tiên năm 1964.